# Rzeź niewiniątek (fresk Giotta)
Rzeź niewiniątek – fresk autorstwa Giotto di Bondone namalowany ok. 1305 roku dla kaplicy Scrovegnich w Padwie.
Jeden z 40 fresków namalowanych przez Giotta w kaplicy Scrovegnich należący do cyklu scen przedstawiających życie Joachima i Anny, rodziców Marii oraz Chrystusa.

## Geneza
Obraz przedstawia scenę mordowania dzieci w Betlejem. Rzeź została dokonana na rozkaz Heroda, namiestnika Rzymu, który obawiał się przyjścia na świat nowo narodzonego króla żydowskiego. Epizod został opisany w Ewangelii Mateusza: 

Wtedy Herod widząc, że go Mędrcy zawiedli, wpadł w straszliwy gniew. Posłał oprawców do Betlejem i całej okolicy i kazał pozabijać wszystkich chłopców w wieku do dwóch lat, stosownie do czasu, o którym się dowiedział od Mędrców. Wtedy spełniły się słowa proroka Jeremiasza: "Krzyk usłyszano w Rama, płacz i jęk wielki. Rachel opłakuje swe dzieci i nie chce utulić się w żalu, bo ich już nie ma (Mt. 2:16-18)

 Motyw rzezi i gniewu Heroda można spotkać w Protoewangelii Jakuba oraz w Złotej legendzie autorstwa Jakuba de Voragine.

## Opis fresku

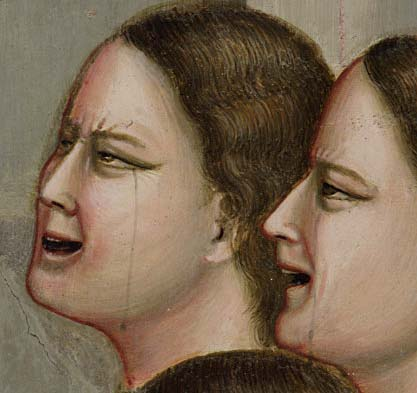
Płaczące kobiety (fragment)

Wersja Rzezi niewiniątek Giotta, rozgrywa się na tle miejskich budynków i lazurowego nieba. Niektórzy historycy sztuki identyfikują budynek po prawej stronie z Baptysterium we Florencji lub z San Francesco w Bolonii. Z lewej strony w loggie stoi Herod i gestem nakazuje zabicie wszystkich noworodków. Główna scena fresku rozgrywa się w drugiej jego części. Po lewej stronie stoją oprawcy, po prawej tłum kobiet a pośrodku widać stos ciał zabitych dzieci. To najbardziej dramatyczny fresk w całym cyklu. Postaciom na fresku, Giotto nadał wyjątkowo silną ekspresję. Jedynie dwóch oprawców znajduje się w ruchu. Na pierwszym planie, jeden z nich próbuje wyrwać dziecko z objęć kobiety, chwytając je za nóżkę. W prawej ręce trzyma miecz mierząc w noworodka. Matka obejmuje dziecko, które chwyta się jej szyi. Na twarzy kobiety widać ból a z ust wydobywa się krzyk rozpaczy. Inne kobiety, które już straciły dzieci, również lamentują a z ich oczu płynął łzy.